# Șișești (Maramureș)
Șișești (Lacfalu en hongrois) est une commune roumaine du județ de Maramureș, dans la région historique de Transylvanie et dans la région de développement du Nord-Ouest.

## Géographie
La commune de Șișești est située dans le centre du județ, à 5 km au sud de Baia Sprie et à 15 km à l'est de Baia Mare, la préfecture du județ, au cœur du Pays Chioar (Țara Chioarului), sur les premières collines du massif volcanique des Monts Gutâi (Munții Gutâiului).
Elle est composée de sept villages. En 2002, la répartition de la population entre les différents villages s'établissait comme suit (nombre d'habitants) :
- Șișești, siège de la municipalité (1 407).
- Bontăieni (249).
- Cetățele (667).
- Dănești (615).
- Negreia (519).
- Plopiș (522).
- Șurdești (1 500).

## Histoire
La première mention écrite du village de Șurdești date de 1411 où il apparaît en tant que propriété de la famille Dragomirești. Au milieu du XVe siècle, il est signalé comme propriété des villes minières de Baia Sprie et Baia Mare.
Pour le village de Plopiș, il s'agit de 1583, où le village est comptabilisé comme localité de la cité de Chioar.
La première mention écrite du village de Șișești date, elle, de 1566.
La commune a fait partie du Comitat de Maramures dans le Royaume de Hongrie jusqu'en 1920, au Traité de Trianon où elle est attribuée à la Roumanie avec toute la Transylvanie.

## Religions
En 2002, 55,3 % de la population était de religion orthodoxe et 40,7 % appartenait à l'Église grecque-catholique roumaine.

## Démographie
En 1910, le village comptait 3 934 Roumains (97,5 % de la population) et 62 Hongrois (1,5 %).
En 1930, les autorités recensaient 3 862 Roumains (98,8 %) ainsi qu'une petite communauté juive de 39 personnes (1 %) qui fut exterminée par les Nazis durant la Seconde Guerre mondiale.
En 2002, le village comptait 5 457 Roumains (99,6 %) .
| 1880  | 1900  | 1910  | 1930  | 1956  | 1977  | 1992  | 2002  | 2007  |
| ----- | ----- | ----- | ----- | ----- | ----- | ----- | ----- | ----- |
| 3 071 | 3 503 | 4 035 | 3 910 | 4 691 | 5 711 | 5 716 | 5 479 | 5 473 |

## Économie
La commune dispose de 4 610 ha de terres agricoles et de 3 829 ha de forêts. L'économie de la commune est basée sur l'élevage, la production de fruits et l'exploitation forestière.

## Lieux et monuments
- Șurdești, église en bois des Saints Archanges Michel et Gabriel (Sfinții Arhangeli Mihail și Gavriil) inscrite avec sept autres églises du județ sur la liste du Patrimoine mondial par l'UNESCO en 1999[4].

L'église, construite en 1766, après la destruction de l'édifice précédent par l'invasion tatare de 1717, agrandie au XIXe siècle d'un portique à deux niveaux, est un exemple de perfection structurale et esthétique. Elle a été décorée de fresques intérieures en 1783 et elle possède un clocher de 54 m de hauteur.
- Plopiș, église en bois des Saints Archanges Michel et Gabriel (Sfinții Arhangeli Mihail și Gavriil) inscrite avec sept autres églises du județ sur la liste du Patrimoine mondial par l'UNESCO en 1999[4].

L'église, construite en 1796 est située dans un cadre qui en fait un idéal de symbiose entre relief, nature et création humaine. Ses fresques datent de 1811.
- Cetățele, église en pierre Cuviasa Paruschiava, de 1794.

- Musée Vasile Lucaciu (1852-1922), prêtre de l'Église grecque-catholique roumaine qui fut un grand défenseur de la réunification des communautés roumaines dans l'Empire austro-hongrois. Le musée est installé dans l'ancien presbytère du prêtre.

## Personnalités
- Ioan Șișeștean (11 juin 1936 Sisesti-12 avril 2011 Baia Sprie), évêque (éparchie) du Maramureș depuis 1994 au sein de l'Église grecque-catholique roumaine.